# Sphinx massiliensis
Sphinx massiliensis är en fjärilsart som beskrevs av Jordan 1931. Sphinx massiliensis ingår i släktet Sphinx och familjen svärmare. Inga underarter finns listade i Catalogue of Life.